# حاجي قوشان
حاجي قوشان (بالفارسية: حاجی‌قوشان) هي قرية تقع في غلستان في إيران. يقدر عدد سكانها بـ 3,717 نسمة .